# 迪恩 (蒙大拿州)
迪恩（英語：Dean）是位於美國蒙大拿州斯蒂爾沃特縣的非建制地區。

## 歷史
迪恩的郵局於1910年設立，1914年關閉後又於翌年重啟，最終於1951年停運。

## 地理
迪恩所處的海拔為高於海平面1598米（即5244英呎），而該地所採用的時區為UTC-6，即北美山地時區（MST）。同時該地設有夏令時間，為UTC-7調快一小時，即UTC-6（MDT）。